# Miniopterus mossambicus
Miniopterus mossambicus és una espècie de ratpenat de la família dels minioptèrids. És endèmic de Moçambic. Es tracta d'un ratpenat petit, amb una llargada total de 99–104 mm, els avantbraços de 41-44,9 mm, la cua de 47–50 mm, els peus de 6–9 mm, les orelles de 8,8–10 mm i un pes de fins a 9 g. S'alimenta d'insectes. Com que fou descoberta fa poc, l'estat de conservació d'aquesta espècie encara no ha estat avaluat formalment. El seu nom específic, mossambicus, significa 'moçambiquès'.